# Субакаєво
Субака́єво (рос. Субакаево, башк. Сыбакай) — присілок у складі Іглінського району Башкортостану, Росія. Входить до складу Балтійської сільської ради.
Населення — 250 осіб (2010; 229 в 2002).
Національний склад:
- башкири — 89 %